# Oropolí (ort)
Oropolí är en ort i Honduras.   Den ligger i departementet El Paraíso, i den södra delen av landet, 50 km sydost om huvudstaden Tegucigalpa. Oropolí ligger 472 meter över havet och antalet invånare är 1 412.
Terrängen runt Oropolí är kuperad. Runt Oropolí är det ganska glesbefolkat, med 32 invånare per kvadratkilometer. Närmaste större samhälle är Güinope, 14,6 km nordväst om Oropolí. 